# Наріман Ахундзаде
Наріман Ахмед огли Ахундзаде (азерб. Nəriman Əhməd oğlu Axundzadə, 23 квітня 2004) — азербайджанський футболіст, вінгер клубу «Карабах» і національної збірної Азербайджану.

## Клубна кар'єра
Ахундзаде приєднався до молодіжної академії Карабаху у віці 9 років і пройшов через усі молодіжні команди. 30 жовтня 2022 року він дебютував у складі «Карабаху» в переможному матчі Азербайджанської Прем'єр-ліги проти «Шамахи» (4–0). У своєму дебютному сезоні він допоміг їм виграти Азербайджанську прем'єр-лігу 2022—2023. 22 лютого 2024 року він забив вирішальний гол у компенсований час після додаткового часу, забезпечивши команді перемогу над «Брагою» з загальним рахунком 6–5 у плей-офф Ліги Європи, гарантувавши своїй команді місце в наступній стадії змагань.

## Кар'єра у збірній
Ахундзаде — гравець молодіжної збірної Азербайджану. Входив до складу команди, яка виступала на Ісламських іграх солідарності 2021 року. Дебютував у складі національної збірної Азербайджану у відбірковому матчі Євро-2024, програному Бельгії 19 листопада 2023 року.

## Досягнення
- Чемпіон Азербайджану (3):

«Карабах»: 2022-23, 2023-24, 2024-25
- Володар Кубка Азербайджану (1):

«Карабах»: 2023-24